# Nannoniscella coronarius
Nannoniscella coronarius är en kräftdjursart som först beskrevs av Joseph F. Siebenaller och Robert Raymond Hessler 1977.  Nannoniscella coronarius ingår i släktet Nannoniscella och familjen Nannoniscidae. Inga underarter finns listade i Catalogue of Life.